# Otto Dürer
Otto Dürer (gebürtig Otto Demant, * 2. Oktober 1909 in Wien; † 24. Januar 1994 ebenda) war ein österreichischer Filmproduzent, Theaterleiter, Schauspieler und Regisseur.

## Leben und Wirken
Dürer hatte nach dem Besuch des Realgymnasiums seine künstlerische Ausbildung in den Bereichen Schauspiel und Regie am Max Reinhardt Seminar seiner Heimatstadt erhalten. Wenig später, 1929, trat er sein erstes Engagement am Stadttheater von Leitmeritz in der Tschechoslowakei an. Seine letzte Verpflichtung, Spielzeit 1932/33, führte ihn als Regisseur und Dramaturg an das Pforzheimer Schauspielhaus. Infolge der Machtübernahme durch die Nationalsozialisten wurde Dürer aufgrund seiner jüdischen Abstammung aus „rassischen Gründen“ entlassen, und er kehrte vorübergehend nach Wien zurück.
Ab Mitte der 1930er Jahre organisierte er Theater-Tourneen in die Schweiz und die Benelux-Länder. Zur Zeit des Anschlusses Österreichs durch Hitler-Deutschland befand er sich gerade auf einer Tournee in der Schweiz, von der er nicht mehr zurückkehren konnte. Ende Juli 1938, meldete sich Dürer aus Wien ab und ließ sich in Amsterdam nieder. In den Niederlanden fand er Beschäftigung als Theaterleiter. Von der deutschen Besatzungsmacht wurde der Wiener ab 1941 bis Kriegsende interniert. Nach der Befreiung im Mai 1945 konnte Dürer seine Theaterarbeit in Holland fortsetzen und war, unter anderem mit Auschwitz-Heimkehrer Otto Aurich, an der Gründung der „Hoofdstad Operette“ beteiligt.
Im September 1946 kehrte er aus Amsterdam nach Wien zurück, um am selbigen Orte erneut als Theaterleiter zu arbeiten. 1950 holte ihn die Schauspielerin und Filmproduzentin Paula Wessely als Gesellschafter und Produktionschef zu ihrer Produktionsfirma. Bis zur Einstellung ihrer Tätigkeit als Produzentin 1961 blieb Dürer Wesselys Produktions- bzw. Herstellungsleiter, ab 1957 trat er überdies als Gesamtleiter (Produzent) der eigenen „Vienna-Filmproduktion“ in Erscheinung und produzierte mehrere Inszenierungen Georg Tresslers und Rolf Thieles.
Seine letzte Arbeit war die mit O. W. Fischer, Ruth Leuwerik und Sabine Sinjen prominent besetzte Schnitzler-Adaption Das weite Land, die 1970 vom ZDF ausgestrahlt wurde. Danach zog sich Dürer von der Produzententätigkeit zurück.
Er war mit der Schauspielerin Nina Sandt verheiratet und wurde am Wiener Zentralfriedhof bestattet.

## Kinofilme (komplett)
als Produktions- bzw. Herstellungsleiter oder als Produzent
- 1950: Cordula
- 1950: Gruß und Kuß aus der Wachau
- 1951: Maria Theresia
- 1953: Ich und meine Frau
- 1954: Wenn du noch eine Mutter hast (Das Licht der Liebe)
- 1954: Weg in die Vergangenheit
- 1955: Die Wirtin zur Goldenen Krone
- 1956: Liebe, die den Kopf verliert
- 1956: Wo die Lerche singt
- 1957: Noch minderjährig (Unter Achtzehn)
- 1957: Skandal in Ischl
- 1958: Im Prater blüh’n wieder die Bäume
- 1958: Frauensee
- 1959: Die unvollkommene Ehe
- 1960: Geständnis einer Sechzehnjährigen
- 1961: Jedermann
- 1962: Lulu
- 1966: Der Weibsteufel
- 1967: Der Lügner und die Nonne
- 1968: Lucrezia Borgia – Die Tochter des Papstes (Lucrezia Borgia, l’amante del diavolo, auch Drehbuchmitarbeit)
- 1969: Komm nach Wien, ich zeig dir was!